# Mario Flores (football, 1973)
Pour les articles homonymes, voir Mario Flores et Sanguinetti.
Mario Jesús Flores Sanguinetti, né le 15 octobre 1973 à Lima au Pérou, est un footballeur péruvien évoluant au poste de milieu de terrain reconverti en entraîneur.

## Biographie

### Carrière de joueur
Surnommé Ropero (« l'armoire »), Mario Flores est formé entre 1989 et 1992 successivement au San Agustín, Real Belco et Alianza Lima, avant de faire ses débuts comme joueur professionnel au sein du Defensor Lima en 1993. Après la descente de ce dernier club en 1994, il poursuit sa carrière entre 1995 et 1998 au Carlos A. Mannucci, Ciclista Lima et Unión Minas respectivement.
Entre 1999 et 2003, il joue au Sport Boys avec un bref passage par le Coronel Bolognesi en 2002. Il dispute notamment trois matchs de la Copa Libertadores 2001 avec le Sport Boys sans marquer de but. 
Après une pige à l'Estudiantes de Medicina en 2003, il met fin à sa carrière en jouant à l'Universidad San Martín de Porres en 2004.

### Carrière d'entraîneur
Entraîneur par intérim de l'Universidad San Martín de Porres – son dernier club de joueur – en 2005, Mario Flores commence véritablement sa carrière d'entraîneur au CD Coopsol en 2008, alors qu'il est l'assistant de Juan Reynoso au Coronel Bolognesi. 
Finaliste de la Copa Perú (3e division péruvienne) en 2011 avec le Pacífico FC, il sera vice-champion de 2e division péruvienne à la tête de l'Alfonso Ugarte de Puno en 2013.
En 2017, il est à nouveau finaliste de la Copa Perú, cette fois-ci sur le banc de l'Atlético Grau de Piura.

## Palmarès(entraîneur)
| Pacífico FC - Copa Perú : - Finaliste : 2011. |  | Alfonso Ugarte (Puno) - Championnat du Pérou D2 : - Vice-champion : 2013. |  | Atlético Grau - Copa Perú : - Finaliste : 2017. |